# Давлятова, Ниязбуви
Ниязбуви Давлятова (узб. Niyozbuvi Davlatova; 1923 год, Самаркандская область, Туркестанская АССР — неизвестно, Узбекская ССР) — хлопковод, бригадир полеводческой бригады колхоза имени Сталина Паст-Даргомского района, Самаркандская область, Узбекская ССР. Герой Социалистического Труда (1957).

## Биография
Родилась в 1923 году в крестьянской семье в одном из сельских населённых пунктов современного Пастдаргомского района. Окончила местную сельскую школу. С 1939 года трудилась рядовой колхозницей, табельщицей в колхозе «Олий Совет» Паст-Даргомского района. С 1947 по 1951 года года — звеньевая колхоза имени Калинина Паст-Даргомского района, с 1951 по 1955 года — заведующая детским садом в колхозе имени 22-го Партсъезда Паст-Даргомского района. С 1955 года — член КПСС.
С 1955 года — бригадир хлопководческой бригады в колхозе имени Сталина Паст-Даргомского района. В 1956 году бригада под её руководством собрала в среднем с каждого гектара по 38,5 центнеров хлопка-сырца на участке площадью 82 гектара. Указом Президиума Верховного Совета СССР «О присвоении звания Героя Социалистического Труда колхозникам, колхозницам, работникам машинно-тракторных станций, совхозов, партийным и советским работникам Узбекской ССР» от 11 января 1957 года удостоена звания Героя Социалистического Труда за «выдающиеся успехи, достигнутые в деле развития советского хлопководства, широкое применение достижений науки и передового опыта в возделывании хлопчатника и получение высоких и устойчивых урожаев хлопка-сырца» с вручением ордена Ленина и золотой медали «Серп и Молот».
В последующие годы: заместитель председателя колхоза имени Сталина Пост-Даргомского района, председатель сельсовета (1958—1959), секретарь партийной организации колхоза «Московский» (1960), инструктор парткома (1961—1962), председатель колхоза «Правда» (1963—1964), бригадир хлопководческой бригады (1965—1967), с 1968 года — председатель Тельмановского сельсовета.
Дальнейшая судьба неизвестна.